# 세인트빈센트 그레나딘의 총리

세인트빈센트 그레나딘의 국장

세인트빈센트 그레나딘의 총리(Prime Ministers of Saint Vincent and the Grenadines)는 세인트빈센트 그레나딘의 각료 지위자이며, 국가 수반이다. 이 나라는 영국의 군주를 모시는 주권 상태에 있기 때문에 총리가 실권을 가지고 있다. 現 총리는 랄프 곤살베스이다.